# Web Audio Conference
A Web Audio Conference, também conhecida como WAC, é uma conferência internacional que aborda pesquisa científica e artísticas, desenvolvimento e avaliação de tecnologias e aplicações de áudio para sistemas web. Dentre as ferramentas de interesse do evento, estão: Web audio API, Web RTC, WebSockets e a linguagem JavaScript. Dentre os participantes, encontram-se desenvolvedores web, pesquisadores acadêmicos e industriais, musicistas, designers, artistas e estudantes que apresentam interesse na área da web, computação musical e aplicativos de áudio.
Por conta das novas e emergentes tecnologias e padrões para web, os navegadores tornaram-se capazes de entregar novas experiências e oportunidades de interação para seus usuários. Dentre essas novas experiências, destaca-se a possibilidade de criação e edição de som em tempo real e a possibilidade de desenvolvimento de aplicativos baseados na web que imitam os recursos de software de desktops. A Web Audio Conference, portanto, concentra-se nestes tópicos, bem como na colaboração social, experiência de usuário, computação em nuvem e portabilidade. Ela ainda conta com a participação de pesquisadores, estudantes e artistas para criarem recursos, padrões e APIs não somente para os aplicativos de áudio, mas para toda a área da web.
Além de aceitar artigos, resumos estendidos e pôsteres, comuns na maioria das conferências, a WAC também permite a submissão de apresentações artísticas, desde que façam uso criativo de aplicativos de áudio baseados na web (como colaboração do público pela rede, interfaces baseadas na web, Web Midi, WebSockets e afins); obras de arte, como artes sonoras ou aplicativos interativos que usam padrões significativos do áudio na web; e tutoriais ofertados por participantes do evento e membros da comunidade.

## Tópicos de Interesse
Cada edição da Web Audio Conference foca em um tema específico que trate de geração, produção e distribuição de material de áudio pela web. Entretanto, os mais recorrentes são listados a seguir:
- Web Audio API
- Web MIDI
- WebRTC
- Ferramentas de desenvolvimento Web
- Práticas e estratégias para emprego de aplicativos de áudio para Web
- Renderização de áudio (assíncrona ou em tempo real)
- Processamento de áudio pelo lado dos servidores
- Frameworks para sínteses, processamento e transformação de áudio
- Visualização e/ou sonificação de áudio baseada na Web
- Integração multimédia
- Web Live coding[7]
- Padrões Web para áudio
- Criação de interfaces colaborativas
- Computação inclusiva, cultural e pós-colonial

## Guia de Publicação
Como citado, a conferência aceita submissões de artigos, pôsteres, resumos estendidos, apresentações artísticas e obras de arte. Ainda, conta com palestras e demonstrações de trabalhos. Estes envios são avaliados às cegas por um revisor. Os anais da conferência são publicados online e com acesso aberto, seguindo uma licença Creative Commons.

## Edições Anteriores
O Web Audio Conference teve sua primeira edição em 2015, sediado pelo IRCAM e pela Mozilla, na França. Em 2016, a conferência ocorreu na Georgia Tech, nos Estados Unidos, enquanto que em 2017 o evento ficou a cargo do Centre for Digital Music, na Queen Mary University, em Londres. Em 2018 o evento passou por Berlim, na Alemanha, e em 2019 pela cidade de Trondheim, na Noruega. Devido às restrições causadas pela pandemia de Covid-19, não houve evento em 2020, ao passo que a edição de 2021 ocorreu em ambiente totalmente virtual.